# Cotabambas (provincie)
| Cotabambas                                               | Cotabambas                        |
| -------------------------------------------------------- | --------------------------------- |
|                                                          |                                   |
| Harta localizării provinciei în cadrul regiunii Apurímac |                                   |
| Informații generale                                      |                                   |
| Țară                                                     | Peru                              |
| Regiune                                                  | Apurímac                          |
| Fondare                                                  | 30 august                         |
| Primar                                                   | Guido Ayerve (2011-2014)          |
| - Capitală                                               | Tambobamba                        |
| - Suprafață totală                                       | 2,612.72 km2                      |
| - Districte                                              | 6                                 |
| Populație                                                |                                   |
| An recensământ                                           | 2007                              |
| - Totală                                                 | 45 771                            |
| - Densitate                                              | 17,52/km2                         |
| Fus orar                                                 | UTC-5                             |
| Sit web                                                  | http://www.municotabambas.gob.pe/ |
| UBIGEO                                                   | 0305                              |
| Modifică text                                            |                                   |

Cotabambas este una dintre cele șapte provincii din regiunea Apurímac din Peru. Capitala este orașul Tambobamba. Se învecinează cu provinciile Abancay, Grau și Antabamba și cu regiunea Cusco.

## Diviziune teritorială
Provincia este divizată în 6 districte (spaniolă: distritos, singular: distrito):
- Tambobamba
- Cotabambas
- Coyllurqui
- Haquira
- Mara
- Chalhuahuacho
- Las Bambas

## Grupuri etnice
Provincia este locuită de către urmași ai populațiilor quechua. Limba Quechua este limba care a fost învățată de către majoritatea populației (procent de 90,18%) în copilărie, 9,55% dintre locuitori au vorbit pentru prima dată spaniolă, iar 0,17% au folosit limba aymara. (Recensământul peruan din 2007)